# Монумент Независимости Украины
Монумент Независимости Украины (укр. Монумент Незалежності) — памятник, посвящённый независимости Украины. Монумент расположен в центре Киева на Площади Независимости.
Стилистически представляет собой смесь готики и ампира. Монумент воздвигнут в композиционном центре Площади Независимости в Киеве в честь 10-летия независимости Украины в 2001 году. Представляет собой 52-метровую колонну, увенчанную фигурой девушки Оранта в украинском национальном костюме с калиновой ветвью в руках. Общая высота — 62 метра.
Авторы проекта — скульптор А. В. Кущ, архитекторы С. В. Бабушкин, А. В. Комаровский, Р. И. Кухаренко, О. К. Стукалов.
В качестве модели при создании монумента скульптор Анатолий Кущ использовал свою дочь — Кристину Катракис.